# Loloabolo
Loloabolo is een bestuurslaag in het regentschap Nias Selatan van de provincie Noord-Sumatra, Indonesië. Loloabolo telt 1009 inwoners (volkstelling 2010).